# Ferrovia rapida di Kobe
La Ferrovia rapida di Kobe (神戸高速鉄道?, Kōbe Kōsoku Tetsudō) è una compagnia ferroviaria giapponese privata che possiede linee ferroviarie a Kōbe.
La Ferrovia rapida di Kobe fa parte del gruppo Hankyu Hanshin Holdings, che gestisce, tra le altre, le società Hankyū e Hanshin.

## Linee ferroviarie
La Ferrovia rapida di Kobe possiede due linee, ma non gestisce treni.
- Linea Tōzai (est-ovest)
- Linea Namboku (nord-sud)

Le linee Tōzai e Namboku sono state gestite sin dalla fondazione della compagnia ferroviaria, mentre la linea Hokushin è una recente aggiunta alla sua attività. La compagnia è un "operatore di categoria 3" (第三種鉄道事業者?, dai-sanshu-tetsudō-jigyōsha) ai sensi del Railway Business Act del Giappone del 1986 per quanto riguarda tutte e tre le linee.
La società ha gestito e amministrato le stazioni sulla linea Tōzai e sulla linea Namboku (ad eccezione della stazione di Sannomiya gestita da Hankyū, della stazione di Motomachi gestita da Hanshin, della stazione di Nishidai gestita da Sanyō e della stazione di Minatogawa gestita da Shintetsu) fino a settembre 2010, quando la gestione delle stazioni sulla linea Tozai è stata trasferita a Hanshin e Hankyū, e la stazione di Shinkaichi sulla linea Namboku a Shintetsu.

### Linea Tōzai
La linea Tōzai (東西線?) ha 3 diramazioni e collega la linea Hankyū Kōbe (a Kobe-Sannomiya), la linea Sanyō principale (a Nishidai) e la linea principale Hanshin (a Motomachi). La linea Hanshin Kobe Kosoku è il soprannome dato alla sezione della linea tra la stazione di Motomachi e la stazione di Nishidai che fornisce servizi congiunti tra la linea principale Hanshin e la linea principale Sanyō. La linea Hankyu Kobe Kosoku è il soprannome dato alla sezione della linea tra la stazione di Kobe-Sannomiya e la stazione di Shinkaichi.

### Linea Namboku
La linea Namboku (東西線?) è una linea breve di 0,4 km, gestita da Shintetsu che la chiama linea Shintetsu Kobe Kosoku.

### Linea Hokushin
La linea Hokushin era precedentemente di proprietà dell'operatore Hokushin Kyuko Electric Railway. Quando Hokushin Kyuko ha avuto difficoltà finanziarie nel 2002, la Ferrovia rapida di Kobe ha acquistato i beni della linea ferroviaria da Hokushin Kyuko.
A differenza delle stazioni della linea Tozai e della linea Namboku, le stazioni della linea Hokushin sono gestite e amministrate dalla Hokushin Kyuko (stazione Tanigami) e dalla Metropolitana di Kōbe (stazione Shin-Kobe). Il 1° giugno 2020, la gestione della linea è stata trasferita alla Metropolitana di Kōbe.